# William Wellington Godfrey
Sir William Wellington Godfrey, britanski general, * 1880, † 1952.